# Conferência das Nações Unidas sobre as Mudanças Climáticas de 2012
Conferência das Nações Unidas sobre as Mudanças Climáticas de 2012, oficialmente United Nations Climate Change Conference ou COP18, é uma conferência climática internacional que foi realizada entre os dias 26 de Novembro e 7 de Dezembro de 2012, em Doha, no Qatar, sob os auspícios da Organização das Nações Unidas. Foi a 18ª Conferência das Partes da Convenção-Quadro da ONU para as Alterações Climáticas, e a 8ª. Sessão da Conferência das Partes, servindo como Reunião das Partes (CMP 8).
A conferência foi realizada no Centro de Convenções Nacional do Qatar, sendo esperados cerca de 17.000 participantes de 194 países, a qual se tornará a maior conferência jamais realizada no Qatar. A conferência é casualmente chamada COP18 / CMP 8, mas estes são eventos tecnicamente diferentes, mas estreitamente ligados. A edição de 2012 serve como um guarda-chuva para sete grupos de reuniões simultâneas e interligadas chamados colectivamente de conferência da UNFCCC Doha 2012. A conferência principal também é precedido por vários tópicos pré-sessões.
Após o fracasso na obtenção de um sucessor do Protocolo de Kyoto, na sessão de 2011, um dos objectivos cimeiros será a extensão do Protocolo de Kyoto, que termina no final de 2012, e a criação de um novo pacto que o substitua, alargando-se aos países em vias de desenvolvimento. Em Durban, acordou-se que até 2015 seria elaborado o sucessor, contudo divergências entre países desenvolvidos e em vias de desenvolvimento têm-se tornado obstáculos difíceis de ultrapassar, além de os três maiores poluidores não se encontrarem abrangidos pelo Protocolo actual, pois os Estados Unidos não o assinaram, e a China e Índia não têm metas obrigatórias a cumprir.
Os primeiros dias foram marcados pela apresentação de um relatório científico cujas conclusões apontam para um derretimento mais acentuado do solo permanentemente gelado (permafrost), solo este que representa cerca de um quarto da superfície do hemisfério Norte, e em temos mundiais, através da massa orgânica ali armazenada, representa cerca do dobro do dióxido de carbono já presente na atmosfera, provocando com o seu derretimento a libertação de 3 a 135 mil milhões de toneladas de CO2 suplementares até 2100, o equivalente a cerca de 39% de todas as emissões até essa data. Um segundo relatório alertava para o facto de a subida do nível médio do mar estar a ocorrer cerca de 60% mais rápido do que as previsões, colocando em risco de desaparecimento ilhas e cidades costeiras em todo o mundo.